# Batschke
Die Batschke, ihrer historischen Verwendung wegen auch Floßgraben oder offiziell Batschke – Floßgraben genannt, war einer der zahlreichen Nebenarme im anastomosierenden Flusslauf der Weißen Elster. Sie wurde in den 1970er Jahren durch den Tagebau Zwenkau unterbrochen. Ihr Oberlauf sollte einer Planung nach ab ca. 2005 mit Abschlagwasser aus der Weißen Elster wiederbespannt werden, liegt bis heute aber trocken. Der Unterlauf wurde seit dem Jahr 2000 durch den Lauerschen Grenzgraben gespeist und nach Fertigstellung des Gewässerverbundes Cospudener See → Waldbad Lauer → Batschke nochmals deutlich beaufschlagt.

## Ehemaliger Verlauf

Abzweig des Elsterfloßgrabens von der Batschke bei Budigaß

Die Batschke zweigte westlich des Zwenkauer Ortsteiles Kotzschbar am Alten Elsterwehr von der Weißen Elster ab und floss am östlichen Rand der Elsteraue durch Zwenkau hindurch.
Südlich von Budigaß teilte sie sich in zwei Arme, wovon der östliche weiterhin dem Rand des Tales folgte und an Prödel und Zöbigker vorbeifloss. Er wurde zum Flößen genutzt und hieß deshalb auch Floßgraben. Der westliche Lauf teilte sich nochmals auf einem kurzen Stück bei Cospuden und umfloss dieses.

Abzweig der Paußnitz (damals Schwarze Lache) von der Batschke, vor deren Zusammenfluss mit dem Elsterfloßgraben

Kurz vor der Wiedervereinigung mit dem Floßgraben zwischen den Markkleeberger Ortsteilen Gautzsch, Zöbigker und dem Gut Lauer (seit 1920 zur Stadt Leipzig gehörend) zweigte von der Batschke ein weiterer Nebenarm ab – die Paußnitz.
Bei Gautzsch speiste die Batschke den heute ausgetrockneten Wassergraben, der das Rittergut einschloss, und floss daraufhin westlich am Wolfswinkel vorbei, einem Waldstück westlich von Raschwitz. Anschließend erreichte die Batschke im Leipziger Ortsteil Connewitz das Ratsholz, wo sie schließlich nordwestlich des Altarmes Panichs Lache in die Pleiße mündete.

## Heutiger Verlauf

Mündung der Batschke (hier Floßgraben) nordwestlich ihrer alten Mündung, darüber ihr Nebenarm Paußnitz (1908)

Die Batschke ist heute kein Nebenarm der Weißen Elster mehr und führt nur noch im Unterlauf ab Gautzsch Wasser. Ober- und Mittellauf sind ausgetrocknet bzw. durch den Braunkohlebergbau devastiert. Im Bereich ihres ehemaligen Mittellaufs befinden sich heute Zwenkauer und Cospudener See. Der Grenzverlauf zwischen Markkleeberg und Leipzig in Höhe des ehemaligen Paußnitzabzweigs markiert noch den historischen Verlauf der Batschke.
Mit der Anbindung des Grenzgrabens in Höhe des Kees’schen Parks wurde die Batschke östlich des Waldbads Lauer (einer ehemaligen Kiesgrube) renaturiert, während der durch den Tagebau trocken gefallene, südlicher gelegene Teil ihres Unterlaufs in devastiertem Zustand verblieb. Mit dem Zulauf des Waldbads nordöstlich desselben weitet sie sich und mündet später in die Pleiße.

## Hydromorphologie
Die Batschke hatte eine Länge von etwa zehn Kilometern und war durchschnittlich fünf Meter breit. Der heute wieder Wasser führende Unterlauf (Floßgraben) ist 1960 m lang und hat einen mittleren Abfluss von etwa einem Kubikmeter pro Sekunde.
Durch die landwirtschaftliche Flächennutzung im Einzugsgebiet der Weißen Elster seit den Bandkeramikern vor etwa 7000 Jahren und die damit beschleunigte Erosion ist der Fluss sehr reich an feinen Sedimenten wie Sand und Schluff. Die Weiße Elster hat deshalb im Tiefland etwa vier Meter mächtige Lehmschichten in ihrer Aue abgelagert, welche eine Breite von mehreren Kilometern hat.
Der sogenannte Schwemmfächer wuchs dabei nicht gleichmäßig in die Höhe. Vielmehr sedimentierte der Fluss im nahen Umfeld, bis Altarme und Lachen im Rest des breiten Tals etwas niedriger lagen. Besonders nach Hochwassern verlegte der Fluss seinen Hauptlauf regelmäßig zurück in die nun tiefer liegenden Bereiche, bis auch diese mit Sediment gefüllt waren.
Diese Umstände begünstigten die Ausbildung eines weit verzweigten, sich dauernd verändernden Gewässernetzes mit zahlreichen Nebenarmen und Flussinseln, welches heute im Bereich der Mündungen von Pleiße und Parthe auch Leipziger Gewässerknoten genannt wird.
Die Batschke, die bei Zwenkau von der Weißen Elster abzweigte, hatte selbst mehrere Nebenarme und Altwasser. Auch sie wechselte im Verlauf von Jahrhunderten regelmäßig ihr Bett.
Seit der Regulierung der Weißen Elster im 19. und 20. Jahrhundert ist die Ablagerung von Auelehm weitestgehend unterbunden und die Wasserläufe schneiden sich tiefer in die Sedimente ein.

## Wiederherstellung
Batschke und Paußnitz werden seit Anfang der 1990er Jahre künstlich über den Lauerschen Grenzgraben mit Elsterwasser beaufschlagt. Wasserrechtlich sind genaue Abschlagsmengen vorgegeben. So wird das Flussbett der Batschke mit einem mittleren Durchfluss von 160 l/s bedient, während die Paußnitz mit einem Viertel dessen bewässert wird. Letztere wird seit 1993 gezielt genutzt um frühjährliche Flutungen herbeizuführen, die der Rettung des Auwalds dienen sollen.
Nach der Flutung des Tagebaurestloches Cospudener See wurde die Untere Batschke mit einer Schleuse an diesen angebunden und entschlammt. Außerdem wurde die Unterquerung der Brückenstraße mit einer Betonbrücke für kleine Boote schiffbar gemacht. Sie ist damit das erste fertiggestellte Teilstück des Gewässerverbundes im Leipziger Neuseenland.
Der Zwenkauer Teil, der durch die Verlegung der Weißen Elster nach Westen in ein betoniertes Bett trockengefallen ist, sollte frühestens ab 2013 wieder bespannt werden, da sich das wesentlich größere Tagebaurestloch Zwenkauer See noch in Flutung befand.
Die Verbindung zwischen Cospudener und Zwenkauer See stellt dann nach über dreißig Jahren die Verbindung zwischen Ober- und Unterlauf wieder her. Diese soll durch eine Schleuse, die den Höhenunterschied von drei Metern überwinden soll, schiffbar werden.
Aufgrund der vorgesehenen wassertouristischen Nutzung kann die Batschke nur begrenzt wieder zu einem natürlichen Fließgewässer entwickelt werden. Auch die starke Belastung mit Schwefelsalzen aus den Tagebauten wirkt sich negativ aus. Am sinnvollsten ist eine Renaturierung daher beim Zwenkauer Abschnitt und bei der Paußnitz, da beide mit relativ guter Wasserqualität direkt von der Weißen Elster gespeist werden und sich im Bereich der letzten beiden großen Reste Auwald im Verlauf der Batschke befinden.
So wird der Abschnitt östlich des Zwenkauer Eichholzes voraussichtlich vom Tourismus verschont bleiben, da der Verlauf einer möglichen touristisch nutzbaren Verbindung zwischen dem Zwenkauer See und der heutigen Weißen Elster über die Regulierte Weiße Elster angedacht ist. Die Renaturierungsbestrebungen für den Südlichen Leipziger Auwald konzentrieren sich vor allem auf den ehemaligen Batschke-Arm Paußnitz, da diese durch Naturschutzgebiet verläuft und wegen der vielen quer liegenden Bäume durch Wassertouristen nicht genutzt werden kann.
Die für Bergbaufolgelandschaften zuständige LMBV und die Stadt Leipzig planen weiterhin in enger Zusammenarbeit mit dem Naturschutzbund Deutschland, den Zulauf über den Grenzgraben zu vergrößern, wodurch nicht nur die Durchflussmenge der Paußnitz erhöht, sondern auch das Wasser der Batschke verdünnt werden kann.

## Name
Der sorbischstämmige Name Batschke ist in Zwenkau noch heute üblich, während Floßgraben für einen östlichen Nebenarm der Batschke gebraucht wird. Dieser wurde von 1610 bis 1864 zum Flößen von Scheitholz nach Leipzig benutzt und fiel dem Tagebau Zwenkau zum Opfer. In der Messestadt Leipzig war der alte Name schon seit der Nutzung für den Holztransport unüblich.

## Brücken über die Batschke
- Weiße Brücke

51° 18′ 9,9″ N, 12° 21′ 21,3″ O